# Ruta coronata
Ruta coronata là một loài thực vật có hoa trong họ Cửu lý hương. Loài này được (Griseb.) Nyman miêu tả khoa học đầu tiên năm 1855.